# Brasura torquea
Brasura torquea är en insektsart som beskrevs av Nielson 1991. Brasura torquea ingår i släktet Brasura och familjen dvärgstritar. Inga underarter finns listade i Catalogue of Life.